# ザレク・ヴァレンティン
ザレク・ヴァレンティン（Zarek Valentin 、1991年8月6日 - ）は、アメリカ合衆国出身の元プロサッカー選手。現役時代のポジションはDF。
プエルトリコにルーツを持つ。

## クラブ経歴
2011年のMLSスーパードラフトで、チーヴァスUSAに1位指名（全体4位）され入団。
2011年11月、MLSエクスパンションドラフトでモントリオール・インパクトに指名され加入。
2013年3月27日、FKボデ/グリムトにレンタル移籍。同年12月19日、FKボデ/グリムトに完全移籍。
2016年1月12日、アクロン大学時代の恩師カレブ・ポーター率いるポートランド・ティンバーズに加入。
2019年11月、MLSエクスパンションドラフトでナッシュビルSCに指名され、直後にヒューストン・ダイナモにトレード。
2022年12月8日、ミネソタ・ユナイテッドFCに移籍した。

## 代表歴
各年代でアメリカ合衆国代表に選出されている、2010年7月にU-20代表の一員として参加したミルクカップでは優勝を果たした。
2016年9月15日、カリビアンカップ2017予選を控えるプエルトリコ代表に召集されたが、試合には出場しなかった。
2021年6月2日、2022 FIFAワールドカップ・北中米カリブ海予選のバハマ代表戦でプエルトリコ代表として初出場。

## タイトル

### クラブ
アクロン・ジップス
- NCAA男子ディビジョンIサッカーチャンピオンシップ (1): 2010

FKボデ/グリムト
- アデコリーガエン(1): 2013

### 代表
U-20アメリカ合衆国代表
- ミルクカップ (1): 2010